# 德雷克·雅可比
德雷克·乔治·雅可比爵士，CBE（1938年10月22日—），是一位英国演员及电影导演。

## 早年生活
德雷克·雅可比出生于英格兰莱通斯通。母亲戴莤·格特鲁德是面料店店员，父亲阿尔弗德·乔治·雅可比是烟草商。曾祖父是19世纪移民到英格兰的德国人。德雷克·雅可比形容他的童年生活是快乐的。在上中学时，他加入了当地的舞台剧团。在六年级时，德雷克·雅克比在舞台剧哈姆雷特中扮演角色，并在爱丁堡边缘艺术节的表演中大获好评。18岁时，德雷克·雅克比获得奖学金前往剑桥大学圣约翰学院攻读历史。在剑桥大学，德雷克遇到了伊恩·麦凯伦和特雷弗·努恩，前者爱上了他，并形容“这是一种不会说出来也不求回報的爱”。他也曾在剑桥大学扮演过许多角色，包括哈姆雷特。哈姆雷特这部剧曾在瑞士演出，在那里德雷克遇到了理查德·克利福德伯顿。由于在爱德华二世中的精湛表演，他在毕业后立刻被邀请至伯明翰储备剧院。

## 演艺生涯
在伯明翰储备剧院，德雷克得到劳伦斯·奥利维尔的赏识。后者邀请他回伦敦，并介绍他到皇家国民剧院，当时德雷克还并不出名。1963年，德雷克在皇家国民剧院的开出演出剧哈姆雷特中扮演雷欧提斯，在剧中他与彼得·奧圖演对手戏。1963年，德雷克在皇家国民剧院的舞台剧奥赛罗中扮演卡西奥,并在1965年的同名电影是扮演同一角色。
2013年，德雷克和伊恩·麦凯伦在电视剧极品基老伴中扮演一对生活了很多年的情侣。

## 个人生活
2006年3月，即英国将民事结合合法化后的三个月，德雷克与雷查德·克里弗德登记。